# Historia troyana polimétrica
La Historia troyana polimétrica es una traducción  del Roman de Troie de Benoît de Sainte-Maure, quien a su vez utiliza como fuentes a los mitógrafos Dictis y Dares.

## Cronología
Aunque Menéndez Pidal la considera realizada en torno a 1270, sus semejanzas con el Poema de Alfonso Onceno hoy obligan a considerarla obra del segundo cuarto del siglo XIV, no más tarde de 1350, durante el reinado de Alfonso XI.

## Género y manuscritos
La obra, que nos ha llegado acéfala y trunca al final, adopta la forma de prosimetrum porque el contrapunto entre lo exterior (combates, discursos, digresiones narrativas) y la subjetividad de los personajes favorece la alternancia del verso y la prosa. Solo quedan de ella dos manuscritos incompletos del siglo XIV; el más temprano y amplio es de la Biblioteca Nacional de España (M), muy deturpado por diversas lagunas, y el del monasterio de El Escorial (E) es ya de finales de siglo y tan deteriorado que casi se puede considerar perdido; probablemente ambos testimonios derivan de uno anterior ya incompleto también y hoy perdido.

## Estilo y métrica
Si el texto narrativo es bastante fiel al original galo, los once poemas que incluye (el planto de Aquiles por Patroclo, la profecía de Casandra, el discurso de Agamenón, la épica descripción de una batalla, los seis consagrados a la historia de Troilo y Briseida, el llanto de Andrómaca y la partida de Héctor) en cambio, son en su mayor parte originales ya que no traducen, sino que parafrasean de forma amplificada. 
Se ha de destacar, sobre todo, la variedad métrica que se usa: 
1. Sextinas octosílabas aabccb;
2. Décimas de versos tetrasílabos y octosílabos (solo el quinto y el último, que son de arte mayor):
3. Cuartetas octosílabas (la forma más fácil y la preferida);
4. Pareados octosílabos;
5. Cuartetas monorrimas alejandrinas;
6. Cuartetas heptasílabas abab.

Variedad que, según Menéndez Pidal, se debe a que el autor «se esfuerza en adaptar el verso y la estrofa al carácter de cada tema tratado».